# Tharatorn Jantharaworakarn
Tharatorn Jantharaworakarn (ธราธร จันทรวรกาญจน์; nascido em 28 de setembro de 1998), conhecido pelo apelido de Boom (บูม) é um ator e modelo tailandês. Ele é mais conhecido por seus papéis em Enchanté (2022), Vice Versa (2022), Hidden Agenda (2023) e We Are (2024).

## Início da vida e educação
Boom nasceu no Distrito de Ban Pong, Província de Ratchaburi, Tailândia em 28 de setembro de 1998. Após concluir o ensino secundário na Suankularb Wittayalai School, ele se formou na Faculdade de Engenharia da Universidade Kasetsart em 2022.

## Carreira
Em 2020, Boom participou do Beauty & the Babes 3ª Temporada organizado pela Clean & Clear. Embora não tenha vencido, ele ainda assinou um contrato com a GMMTV para se tornar um artista. No mesmo ano, ele fez sua estreia como ator na televisão na série Fai Sin Chua.
Em 2022, Boom estreou como Wayo, personagem coadjuvante na série Enchanté. Ele seguiu tendo papéis coadjuvantes em séries como Fuse em Vice Versa (2022), Win em The Three GentleBros (2023) e Pok em Hidden Agenda (2023).
Em 2024, Boom conseguiu seu primeiro papel principal como Khaofang na série We Are ao lado de Thanaboon Kiatniran (Aou). No mesmo ano, ele estreou como Warit, personagem coadjuvante na série Perfect 10 Liners.

## Filmografia

### Televisão
| Ano  | Título                        | Personagem                                 | Notas            | Canal  |
| ---- | ----------------------------- | ------------------------------------------ | ---------------- | ------ |
| 2020 | Fai Sin Chua                  |                                            |                  | GMM 25 |
| 2022 | Enchanté                      | Wayo                                       | Papel recorrente | GMM 25 |
| 2022 | Oops! Mr. Superstar Hit on Me | Sunny                                      | Papel recorrente | GMM 25 |
| 2022 | Vice Versa                    | Fuse                                       | Papel recorrente | GMM 25 |
| 2022 | Good Old Days                 | Meng                                       | Papel recorrente | GMM 25 |
| 2022 | The Three GentleBros          | Win                                        | Papel recorrente | GMM 25 |
| 2023 | Midnight Museum               | Dome Danuphong Udomsin (Ep. 4)             | Papel convidado  | GMM 25 |
| 2023 | Hidden Agenda                 | Pok                                        | Papel recorrente | GMM 25 |
| 2024 | We Are                        | Khaofang                                   | Papel principal  | GMM 25 |
| 2024 | Perfect 10 Liners             | Warit                                      | Papel recorrente | GMM 25 |
| 2025 | Memoir of Rati                | Baronet Dech/M.L. Dechapatrapee Suriyakorn | Papel recorrente | GMM 25 |
| TBA  | Only Friends: Dream On        | Raffy                                      | Papel principal  | GMM 25 |